# Guerra civile ateniese
La guerra civile ateniese fu una guerra civile che scoppiò ad Atene pochi mesi dopo l'imposizione spartana del governo oligarchico dei Trenta tiranni, nell'inverno 404/403 a.C., e che, in meno di un anno, portò alla restaurazione del governo democratico, avvenuta nel settembre 403 grazie alla pacificazione favorita dal re di Sparta Pausania.

## Preludio
Nel 404 a.C., dopo la sconfitta di Atene nella Guerra del Peloponneso, Sparta impose alla città un governo di trenta uomini, chiamati in seguito Trenta tiranni a causa dei loro metodi brutali.
Le casse di Atene erano state prosciugate dalla guerra, perciò i Trenta procedettero all'arresto e alla confisca dei beni di moltissimi cittadini facoltosi, a prescindere dalla fazione politica. Molti scapparono così a Megara e a Tebe.

## La guerra
A causa della mancanza di fondi e per evitare il malcontento di Sparta, i Trenta lasciarono le fortezze alle frontiere sguarnite, fatto che permise ad un gruppo di esuli democratici di conquistare il forte di File alla fine dell'anno; alla testa degli esiliati, che erano all'inizio solo 70, vi era Trasibulo, che aveva la reputazione di essere un democratico moderato e quindi era ideale per tenere uniti tutti coloro che si opponevano ai Trenta.
Contro File i Trenta inviarono un esercito composto da Spartani e cavalieri ateniesi, ma venne sconfitto pesantemente in due scontri da Trasibulo. In seguito i ribelli, ormai in numero di mille, marciarono sul Pireo, il porto di Atene, e sconfissero nuovamente le forze oligarche nella battaglia di Munichia, dove Crizia rimase ucciso. Il giorno successivo i Trenta fuggirono da Atene e si rifugiarono a Eleusi, mentre il potere della città venne affidato a dieci magistrati.
Poco dopo sia i Trenta sia i Dieci chiesero aiuto a Sparta; Lisandro, che aveva l'intenzione di reinsediare i Trenta con un esercito di mercenari, accorse immediatamente in loro aiuto. Tuttavia, poco tempo dopo, gli efori, temendo che Lisandro, vincendo, divenisse troppo potente, lo sostituirono con il più moderato re Pausania, che andò in Attica assieme ad un esercito della lega peloponnesiaca.
Pausania sconfisse i ribelli al Pireo, ma aprì anche dei negoziati che permisero di riportare il governo democratico ad Atene: nella pacificazione che impose alle due parti nel settembre di quell'anno creò Eleusi repubblica indipendente, come rifugio per gli oligarchi e coloro che volessero seguirli, restaurando invece la democrazia nella città di Atene.

## Conseguenze
A Sparta il partito di Lisandro si infuriò con Pausania e, assieme all'altro re spartano Agide II, lo fece processare alla fine del 403 a.C.; non è conosciuta l'imputazione, ma probabilmente il pretesto era che fosse stato troppo leggero con gli Ateniesi. Quindici dei membri della gerusia (incluso Nabide) votarono per la colpevolezza, mentre gli altri quattordici e tutti e cinque gli efori votarono per l'innocenza, scagionandolo.